# Sobre los principios
Sobre los principios (en griego, Περὶ ἀρχῶν [Peri arkhón]; De principiis en su versión latina) es una obra teológica de Orígenes considerada como una especie de Suma de teología aun cuando no trata todos los temas importantes de la teología de su tiempo y, según él mismo afirma, se trata más de una indagación que de una presentación de contenidos ya maduros e indiscutibles. Fue escrita en Alejandría hacia el 230.

## Tradición textual
No se conserva el texto original griego completo. Se tienen algunas partes incluidas en la Filocalia de Orígenes. La versión latina de Rufino de Aquilea está completa aunque ha sido discutida su fidelidad al original. Tanto las citaciones de san Jerónimo como las del emperador Justiniano parecen endurecer la posición de Orígenes. 

## Recepción
Un elemento que causó dificultades a la obra en tiempos sucesivos fue la honestidad con que tomaba las argumentaciones de sus adversarios, citando por entero pasajes y tratando de salvar todo lo salvable de sus contenidos. Al no aclarar inmediatamente qué era lo que tomaba y qué era lo que debía condenarse de tales textos ha sido usado como bandera de distintas herejías o heterodoxias. Sin embargo, si se toma la totalidad de la obra normalmente se encuentra una posición no heterodoxa y muy matizada ante los diversos temas tratados.